# NGC 3182
NGC 3182 (również PGC 30176 lub UGC 5568) – galaktyka soczewkowata znajdująca się w gwiazdozbiorze Wielkiej Niedźwiedzicy. Odkrył ją William Herschel 8 kwietnia 1793 roku. Należy do galaktyk Seyferta.